# Paraguai
La República del Paraguai (guaraní: Paraguái Tavakuairetã; castellà: República del Paraguay) és un país de l'Amèrica del Sud localitzat entre les latituds 19° 18′ i 27° 30′ sud i les longituds 54° 19' i 62° 38′ oest del meridià de Greenwich. És un dels dos països sud-americans, al costat de Bolívia, sense sortida a l'oceà.
El lloc més occidental del seu territori es troba a Fortín d'Esmeralda i l'extrem oriental està donat pel Salto del Guairá. Al nord el punt més extrem és el Fortín Coronel Sanchez i al sud l'illa Talavera. Els seus límits són: Al nord, amb Bolívia; al nord-oest, amb Brasil i al sud-oest i a l'oest amb l'Argentina.

## Geografia

### Clima

Classificació climàtica segons Köppen.
Clima semiàrid càlid (BSh)
Clima tropical de sabana (Aw)
Clima subtropical humit (Cfa)

El clima general és tropical a subtropical. Com la majoria de països de la regió, el Paraguai té només estació seca i estació humida, essent aquesta darrera la dels mesos de l'estiu austral, que és també la més calorosa. Els vents juguen un paper important en la meteorologia del país: entre octubre i març, bufen vents càlids del nord, procedents de la conca amazònica, mentre que en el període entre maig i agost porta vents freds dels Andes.
En no haver-hi cadenes muntanyoses que puguin fer de barrera natural, els vents poden assolir velocitats  de 161 km/h. Això dona lloc també a canvis significatius de temperatura en un lapse de temps curt; entre abril i setembre s'arriben a produir gelades, mentre que al gener, el mes més calent de l'estiu, la temperatura mitjana és de 28,9°C. La temperatura mitjana anual del país es mou entre 20 i 25°C, augmentant de sud a nord. Les temperatures máximes extremes a l'estiu poden superar els 40°C (rècord de 45°C el 2014), i les  mínimes a l'hivern poden baixar sota 0°C (rècord de −7,5°C el 2000).
Les precipitacions varien segons la regió. Al sud-est són abundants tots els mesos (>1700 mm/any). A la regió centre-nord i a la part tropical del Chaco, les precipitacions baixen considerablement durant l'hinvern (1300mm/any). A la regió semiàrida del Chaco, són pràcticament nul·les a l'estació hivernal (<800mm/any), hi són  més  irregulars i s'evaporen ràpidament, contribuint a l'aridesa de la zona.

## Història

### Època precolombina
El territori del Paraguai oriental, és a dir l'àrea ubicada entre el riu Paranà a l'est i el riu Paraguai a l'oest, estava habitat per diverses ètnies indoamericanes que es trobaven en estat de guerra entre elles. Encara no se sap si els lágidos van ser els primers a ocupar el territori o si van ser precedits pels pampes. Hi ha documentat que cap al segle xv els amazònics ava coneguts comunament com a guaranís van aconseguir avançar des del nord i l'est gràcies a la seva superioritat numèrica i a la possessió d'una cultura material més desenvolupada, ja que practicaven l'horticultura de mandioca, blat de moro i maní. La pràctica d'una agricultura de frega els permetia excedents com per mantenir a una població en continu augment demogràfic que requeria nous territoris.
Gràcies a la seva organització econòmica bàsica i a la seva demografia, els "guaranís" van arribar a organitzar-se com un estat, amb caps anomenats mburuvichá i tuvichá. S'arriba a parlar d'una civilització precolombina al territori que actualment és el Paraguai oriental. En efecte, s'han trobat grafismes (erròniament confosos amb escriptures completes) en diverses zones de Paraguai (Tacuatí, Paraguarí, etc.), tot i que no s'ha pogut precisar a quina ètnia pertanyien. A l'actual Paraguai oriental hi habitaven nombroses tribus ameríndies seminómades, que parlaven principalment l'idioma avañeé o guaraní, i que eren reconegudes per les seves feres tradicions guerreres. Practicaven una religió politeista mítica, que més tard es va barrejar amb el cristianisme (en un primer moment els espanyols i altres europeus van ser anomenats karaýocaraí, paraula que antigament en guaraní feia referència a algú que se suposava dotat de poders sobrenaturals; després la paraula karaýes va fer servir com a sinònim de "senyor".

### Colonització

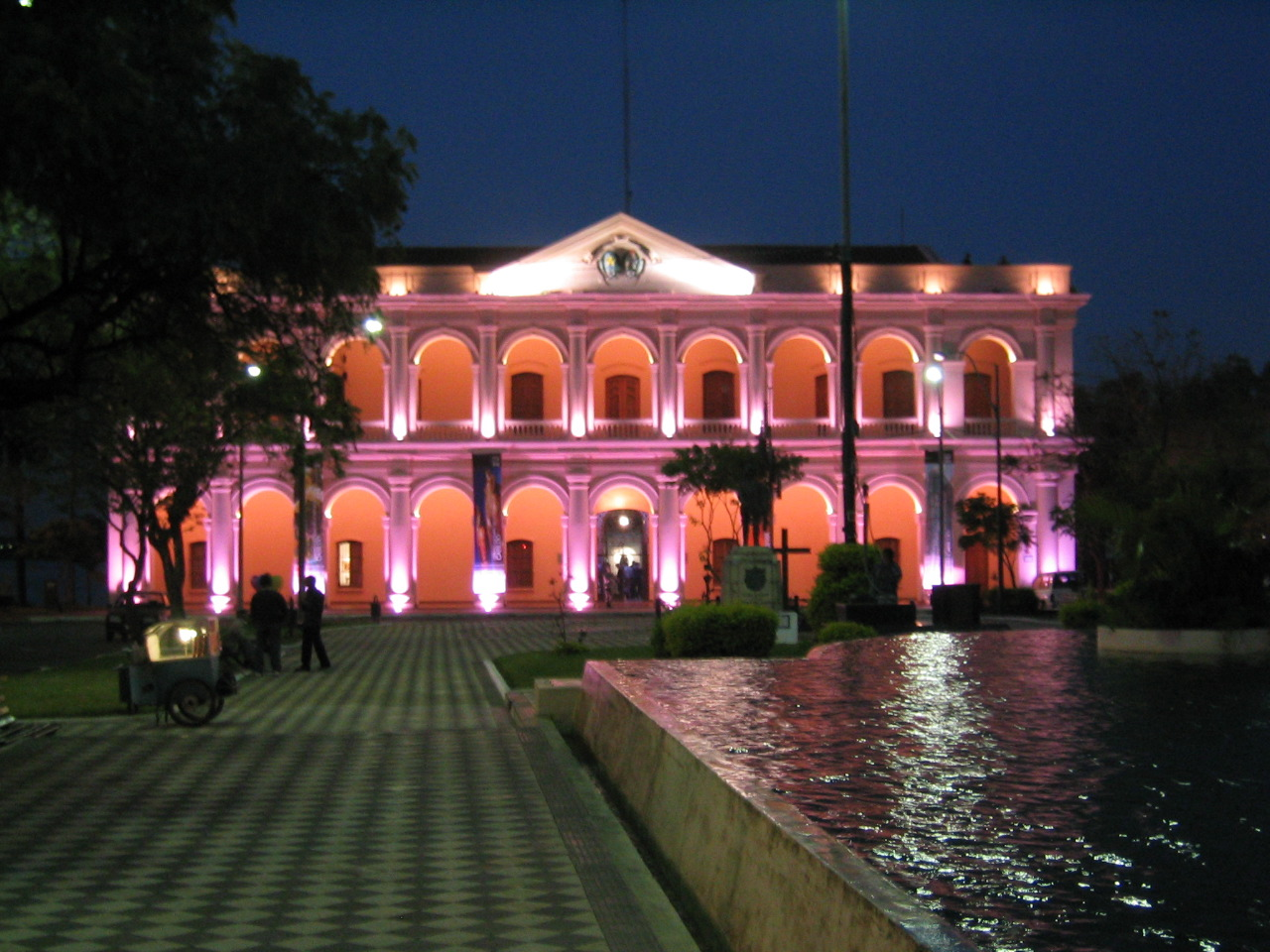
Cabildo del Paraguai, avui un museu.

La primera trobada dels "guaranís" amb els europeus que s'ha documentat és d'Alejo García, explorador espanyol o en tot cas portuguès nacionalitzat espanyol que després d'haver naufragat a l'illa de Santa Catarina l'any 1525, va liderar abans de 1533 a un fort contingent de "guaranís" que, remuntant aproximadament el curs del riu Pilcomayo va arribar a les fronteres del Tawantinsuyu. D'aquesta expedició és que sorgiria en el Chaco Boreal l'ètnia mixogénica amb predomini guaraní anomenada despectivament pels quítxues "chiriguanos". Així, les aliances (gairebé sempre asimètriques) entre guaranís i espanyols van proliferar en oposició a altres ètnies, principalment contra les dels anomenats pejoratives "guaycurús" i "Mbayes".

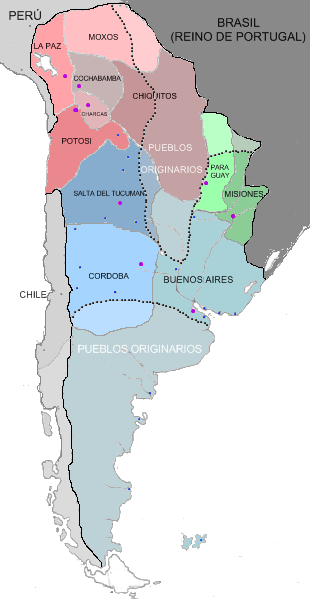
Virregnat del Riu de la Plata.

Després de la destrucció de la primera fundació de la ciutat de Buenos Aires, gran part dels europeus procedents d'aquesta es van refugiar a la casa forta que va fundar Juan de Salazar y Espinosa. En efecte, l'explorador espanyol, natural d'Espinosa de los Monteros, va fundar Assumpció en el dia de l'Assumpció, el 15 d'agost de 1537, en les proximitats del poblat liderat pel tuvichá Lambaré.
Per l'aliança entre guaranís i espanyols, els barons dels espanyols van arribar a practicar la poligínia. Per això en els seus inicis Asunción era coneguda com "El paradís de Mahoma". Els fills mestissos d'espanyols van ser anomenats "mancebos de la terra" i -quelcom insòlit a la resta de l'Amèrica colonial- van ser considerats espanyols amb les prerrogatives de tal "casta". El motiu es troba en el valor estratègic que tenia el territori del Paraguai. Pocs anys després, Espanya repoblà Buenos Aires amb "mancebos de la terra" nascuts a Asunción i va fundar les ciutats de Santa Cruz de la Sierra, Corrientes, Santa Fe i les després destruïdes de Ontiveros, Ciudad Real del Guayrá i Concepción de Buena Esperanza.
L'any 1541 la monarquia espanyola va nomenar governador de "La Paraguaria" o Paraguai al cèlebre Álvaro Núñez Cabeza de Vaca, que va arribar a Asunción l'11 de març de 1542, marxant des de l'illa de Santa Catarina, i en aquest trajecte va descobrir per als europeus les Cascades de l'Iguaçú. Després d'arribar a Asunción va remuntar el riu Paraguai fins a l'actualment anomenat Gran Pantanal. Però, els habitants d'Asunción van considerar una "intromissió" la presència d'Àlvar Núñez, per la qual cosa el 1544 el van destituir, empresonar i remetre a Espanya i van designar a un veí com a governador. El rei va confirmar a Irala com a governador, de manera que els habitants d'Asunción van aconseguir el dret de nomenar als seus propis governadors durant 182 anys, fins a 1735.
Durant el govern de Hernando Arias de Saavedra (conegut també com a Hernandarias), la ciutat d'Asunción finalment va ser convertida per Reial Ordre del 16 de desembre de 1617 en el centre d'una província colonial espanyola, separada de la jurisdicció de Buenos Aires i altres territoris. Va ser una cosa paradoxal i contraproduent: si Juan de Garay des d'Asunción refon la ciutat de Buenos Aires perquè li servís al Paraguai com una "porta de la terra" és a dir, com una fàcil sortida a l'Oceà aprofitant la còmoda hidrovía del riu Paraná, la ràpida prosperitat del port de Buenos Aires va induir a la monarquia espanyola que se li donés jurisdicció pròpia. Així Asunción i el seu territori van quedar molt aïllats del circuit econòmic mundial. D'altra banda, la relació entre europeus criolls i "indis" guaranís no sempre va ser idíl·lica, tal com ho demostra el gran alçament liderat pel tuvichá Obere entre 1579 i 1616, que es va estendre des de la regió de Guarambaré fins a Asunción i la conca del Ypané.

### Independència

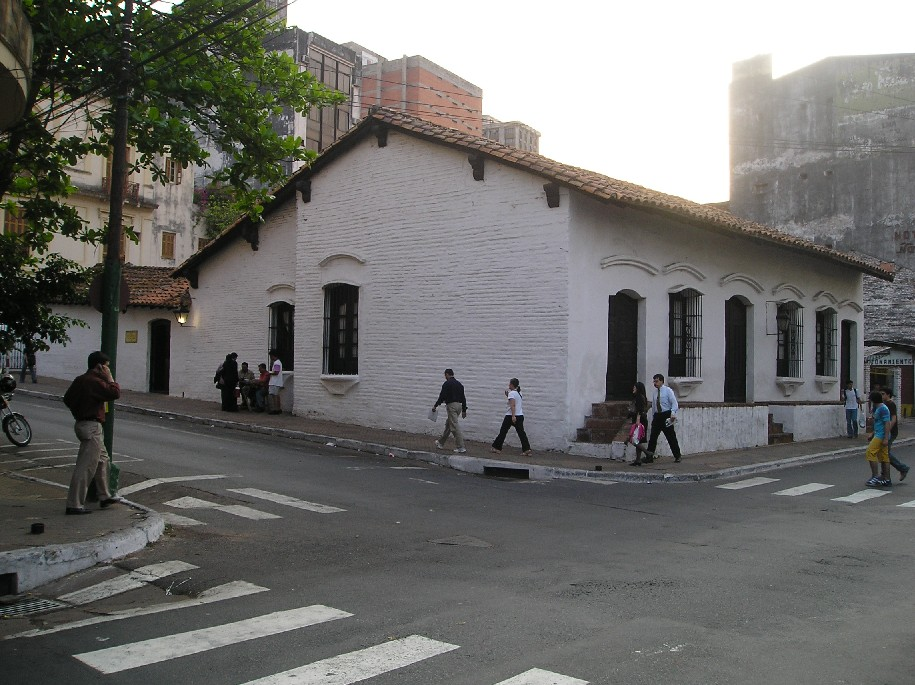
Casa de la Independència (1811).

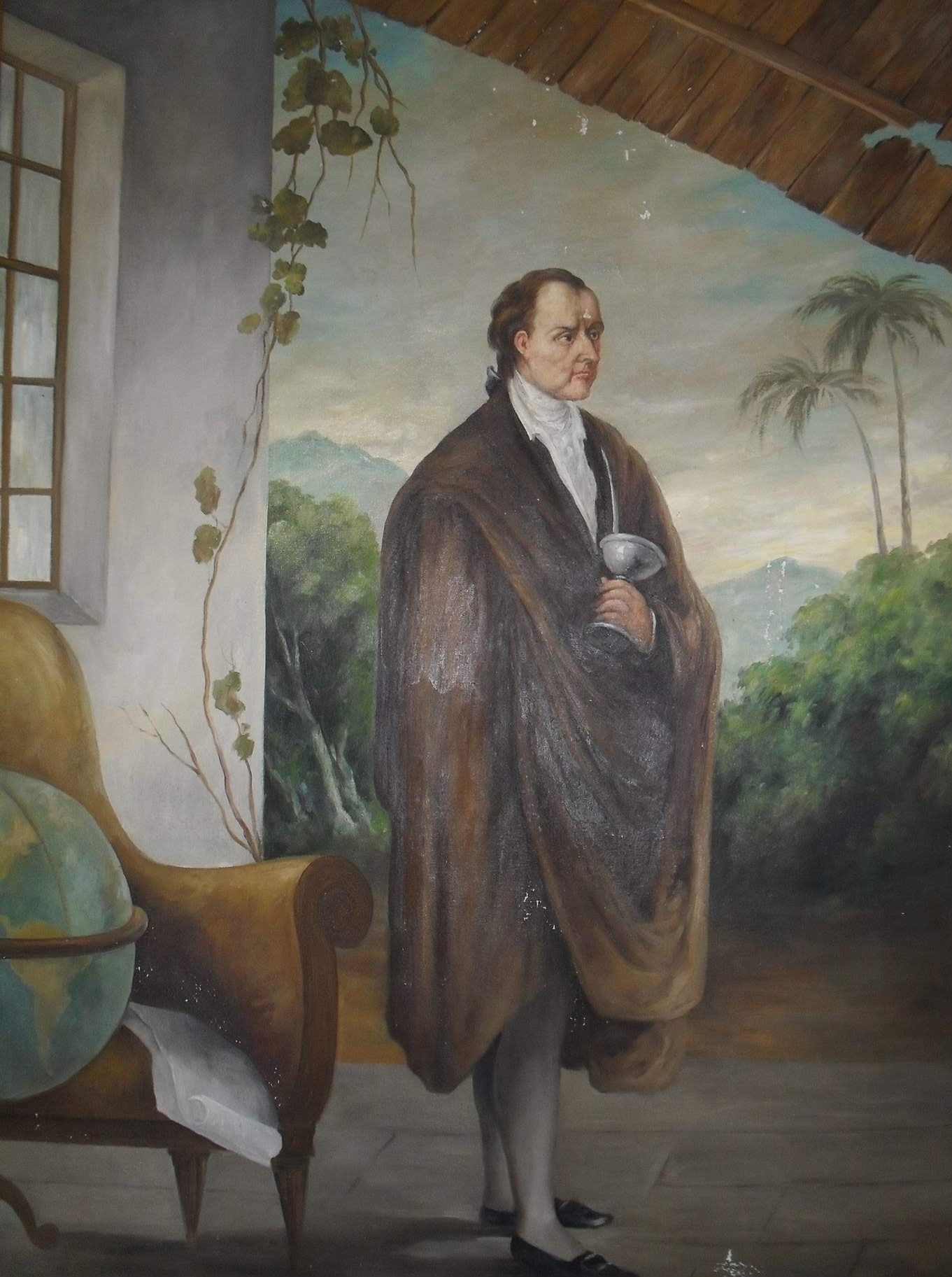
Gaspar de França.

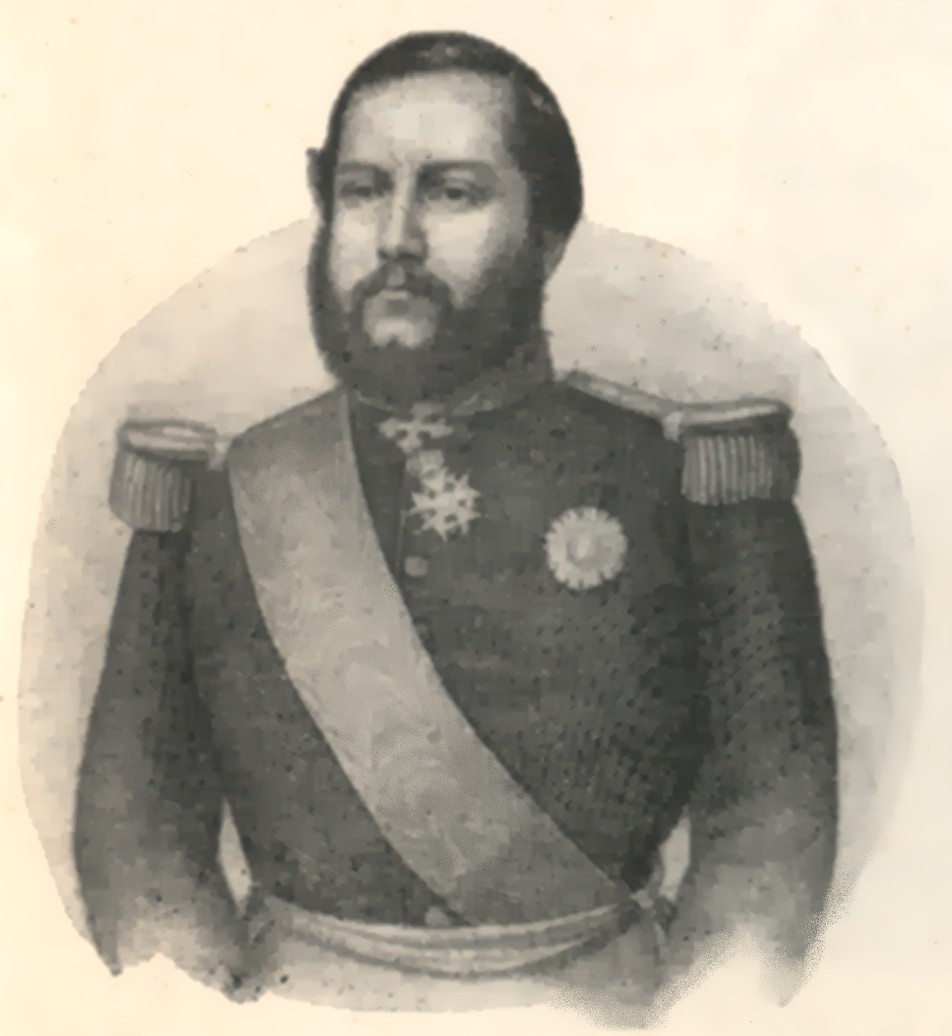
Francisco Solano López.

La creació del virregnat va obeir a la necessitat d'organitzar millor l'administració de l'extens territori, assetjat pel contraban i la constant penetració dels portuguesos i lusobrasilers.
El 1782 es va establir en el virregnat el règim de les intendències. Asunción era, a la Província o Intendència del Paraguai, l'única població amb categoria de ciutat. La zona al sud del riu Tebicuary i a l'est de la serralada de Caaguazú per la seva part corresponia a la Governació de les Missions guaranís (o Província Subordinada de les Missions) constituïda amb les restes de les Missions jesuítiques guaranís que van poder quedar sota control espanyol.
Entre 1806 i 1807 es produeixen les invasions britàniques que ocupen les zones del Virregnat del Riu de la Plata corresponents a la Banda Oriental (avui Uruguai) i a gran part de Buenos Aires. Des d'Asunción i des de Córdoba es van enviar tropes per a combatre els enemics, aconseguint expulsar els invasors.
El 1810 va arribar a Buenos Aires la notícia que Espanya havia estat ocupada per les tropes franceses de Napoleó Bonaparte. Els patriotes argentins van preparar el moviment revolucionari. A Buenos Aires es van reunir en un Cabildo Obert i van establir la Primera Junta (25 de maig de 1810) amb l'objectiu de formar un congrés de totes les províncies del Virregnat del Riu de la Plata. És la Revolució de Maig.
El 1810, a causa de la Primera Junta independent de Buenos Aires, el governador realista d'Asunción, Bernardo de Velasco va remetre a Buenos Aires una nota comunicant la separació de la Província del Paraguai del Virregnat del Riu de la Plata. Velasco i els seus seguidors van formar una junta del 24 de juny de 1810, que va reiterar la seva fidelitat a la monarquia espanyola de Ferran VII.
El 1811 les tropes sota el comandament del General Manuel Belgrano van marxar en una expedició per la llibertat al Paraguai, però van ser derrotades a la batalla de Tacuarí (9 de març de 1811) i a la de Paraguarí pels realistes. El 14 de maig de 1811, va esclatar el moviment revolucionari paraguaià dirigit militarment pel capità Pedro Juan Caballero i políticament pel governador Velasco; també en formaven part Juan Valeriano Zeballos i José Gaspar Rodríguez de França. Velasco seria destituït abans d'un mes.
El 17 de juny de 1811 un congrés nomena una junta governativa presidida per Fulgencio Yegros. S'estableix un projecte de confederació entre les Províncies Unides del Riu de la Plata i Paraguai, però els interessos contraposats de les elits de Buenos Aires i Asunción xoquen a despit de les intencions dels patriotes. El 12 d'octubre de 1811 es va signar amb l'enviat de Buenos Aires, el general Manuel Belgrano, un Tractat d'Amistat, Auxili i Comerç.
El Segon Congrés Nacional es va reunir del 30 de setembre al 12 d'octubre de 1813. Les decisions d'aquest segon Congrés van ser les següents: es va escollir una nova forma de govern, el Consulado dirigit per Fulgencio Yegros i el Dr José Gaspar Rodríguez de França, adoptant el nom de República, que substitueix el de Província. Poc després Yegros es va apartar del poder. El 3 d'octubre de 1814, va resoldre concedir el títol de Dictador Suprem de la República del Paraguai, per un període de 5 anys, a José Gaspar Rodríguez de França.
Quasi dos anys més tard, el Quart Congrés Nacional, reunit el 30 de maig de 1816, va declarar dictador perpetu a José Gaspar Rodríguez de França, càrrec que va ocupar fins a la seva mort el 1840.
El govern de José Gaspar Rodríguez de França, que va durar 24 anys, va tancar pràcticament el país a la influència estrangera. Aquest govern no tenia ministres, i no es va permetre a l'exèrcit un grau més gran que el d'alferes. Mantenia delegats en els punts estratègics de la República (Itapúa, Pilar, Concepción, Villarrica, Misiones, Fuerte Olimpo), que s'encarregàven d'informar i de fer complir les seves ordres.
L'any 1820 es va produir una conspiració contra el Dictador, però va ser descoberta i avortada.
En l'aspecte econòmic es va tendir a l'autarquia. Es va incrementar l'agricultura, la ramaderia i la indústria local. Es van confiscar la major part de les grans propietats, repartint la terra per treballar. En l'aspecte educatiu es va tancar el col·legi de San Carlos, l'única institució d'ensenyament superior. El Dr França va morir sense deixar cap disposició sobre la seva successió. Després d'un breu període anàrquic, un congrés va restablir un segon consolat el 1841, compost de la mateixa manera que el primer, per un militar, el comandant general d'armes Mariano Roque Alonso i un civil, Carlos Antonio López (nebot de José Gaspar Rodríguez de França).
Carlos Antonio López, un dels cònsols, és elegit president l'any 1844 i es proclama una constitució, la primera del país, que consagra un règim de tipus presidencialista. Durant el seu govern s'acaba la política d'aïllament, s'organitza la instrucció pública gratuïta i obligatòria, i s'inicia la construcció de camins, ferrocarrils i edificis. Aconsegueix a més ratificar la independència paraguaiana i el suport del Brasil (primer país a reconèixer Paraguai gràcies a les facilitats duaneres al comerç brasiler, especialment a Itapúa i Fort Olimp) després del qual va seguir el reconeixement de la Confederació Argentina.
D'aquesta manera, els anys de formació de l'estat paraguaià van veure a tres forts líders (emparentats) que van establir la tradició del govern personal que va durar fins a 1869: José Gaspar Rodríguez de França qui després d'alliberar-se dels seus rivals Fulgencio Yegros i Pedro Juan Caballero, va prendre el títol de "Protector Suprem" i "Karaí Guazú " (Gran Senyor), després el va succeir el seu nebot Carlos Antonio López, i després el fill d'aquest: Francisco Solano López.

### Guerra de la Triple Aliança

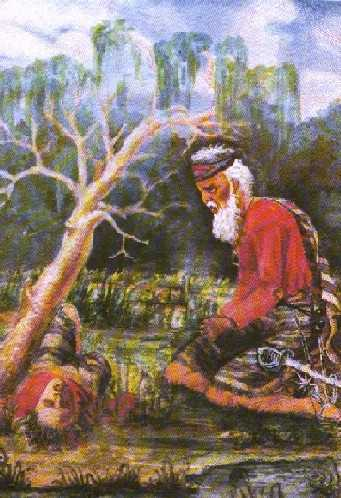
"Soldat paraguaià davant el cos del seu fill", per José Ignacio Garmendia.

El jove López va ser el protagonista de l'anomenada "Guerra de la Triple Aliança" (1864 - 1870) en la qual Paraguai va lluitar contra les forces reunides de l'Argentina, el Brasil i Uruguai, recolzades pel Regne Unit. Paraguai va perdre la meitat de la seva població i el 90% dels homes majors de 15 anys. El propi Francisco Solano López va morir combatent contra els brasilers a Cerro Corá; les tropes brasileres van ocupar el país fins a l'any 1874.
Una successió de presidents va governar Paraguai sota l'estendard del Partit Colorado, partit que en els seus inicis representava als interessos brasilers, des de 1880 fins a 1904, quan el Partit Liberal va prendre el control, governant amb només una breu interrupció fins a 1940.

### SegleXX
Entre els anys de 1930 i 1940, les polítiques paraguaianes van ser definides per la Guerra del Chaco (1935) contra Bolívia, la Guerra Civil Paraguaiana (1947), dictadures militars, i períodes d'extrema inestabilitat política. El general Alfredo Stroessner va prendre el poder el maig de 1954. Elegit per completar el període no expirat del seu predecessor, va ser reelegit president set vegades, governant gairebé contínuament sota la disposició d'estat de setge de la constitució amb suport dels militars i el Partit Colorado. Durant els 34 anys de regnat de Stroessner, les llibertats polítiques foren severament limitades, i els opositors al règim foren sistemàticament assetjats i perseguits amb l'excusa de la seguretat nacional i l'anticomunisme. Encara que una constitució de 1967 va donar una dubtosa legitimitat al control de Stroessner, Paraguai es va aïllar progressivament de la comunitat mundial.
El 3 de febrer de 1989, Stroessner va ser enderrocat en un cop militar encapçalat pel general Andrés Rodríguez. Rodríguez, com a candidat del Partit Colorado, va guanyar fàcilment la presidència en les eleccions celebrades al maig i el Partit Colorado va dominar el Congrés. Tot i així, a les eleccions municipals de 1991 els candidats de l'oposició van guanyar a alguns centres urbans importants, inclosa Asunción. Com a president, Rodríguez va promoure reformes polítiques, legals i econòmiques i va iniciar un acostament a la comunitat internacional.

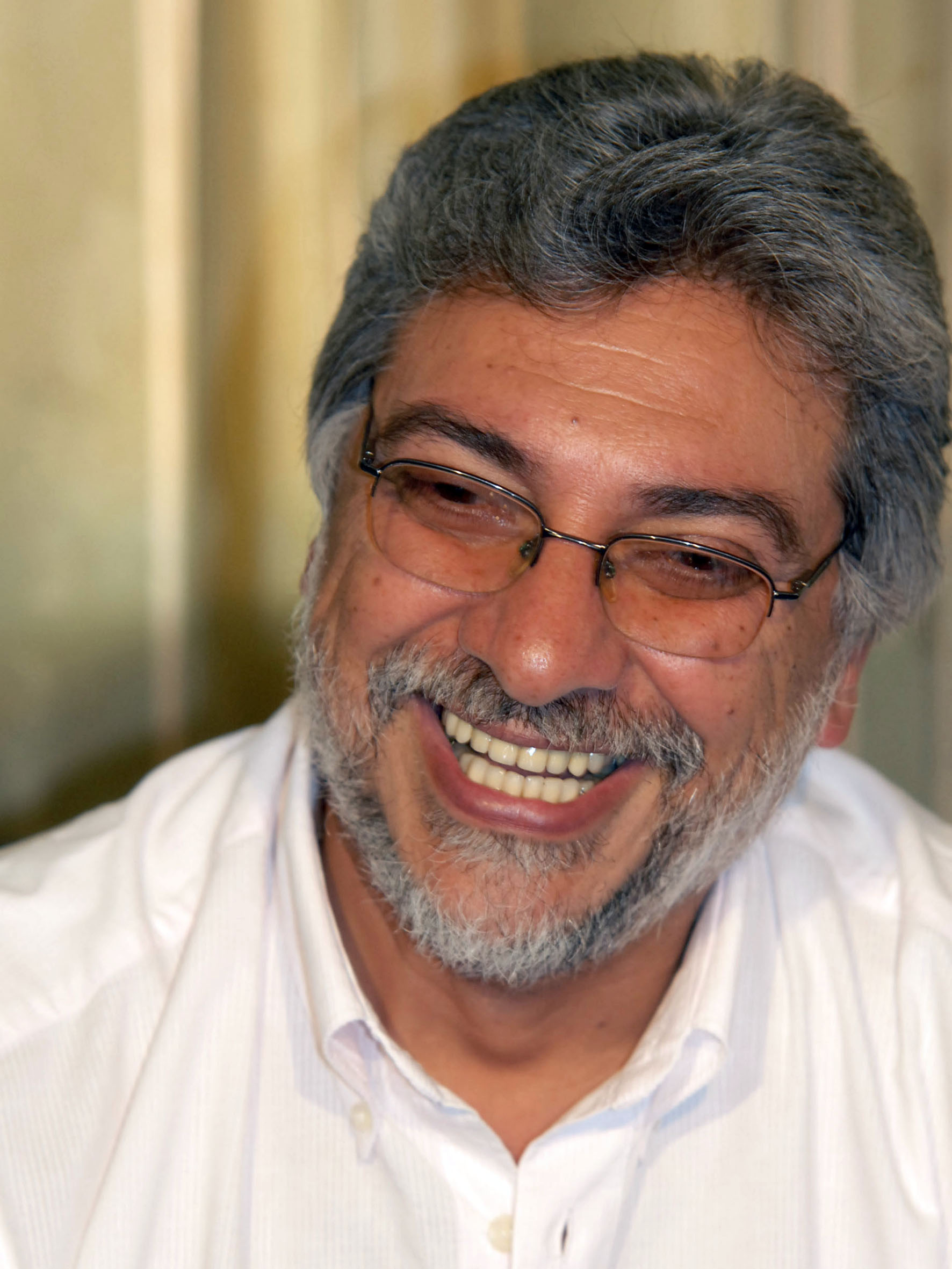
Fernando Lugo, expresident del Paraguai.

El 3 de febrer del 1989 es va produir un cop d'Estat protagonitzat pel general Andrés Rodríguez contra el dictador Alfredo Stroessner. Amb aquest cop acabava la dictadura més llarga de Paraguai. Després de dissoldre el Parlament, el general Rodríguez va convocar eleccions per a l'1 de maig i va anunciar la legalització de tots els partits, excepte el comunista.
En les eleccions de l'1 de maig del 1989, el candidat del Partit Colorado, Andrés Rodríguez, va aconseguir el 74,1% dels vots en l'elecció presidencial. Pel que fa a la elecció per diputats i senadors, el Partit Colorado va arribar al 66,4% (majoria de 2/3). La constitució de juny del 1992 va establir un sistema democràtic de govern i va millorar considerablement la protecció dels drets fonamentals. El maig del 1993, el candidat del Partit Colorado, Juan Carlos Wasmosy, va ser elegit primer president civil del Paraguai després de gairebé 40 anys de governs militars. Els observadors internacionals van considerar les eleccions justes i lliures. El nou Congrés, escollit amb majoria de l'oposició, va manifestar ràpidament la seva independència de l'executiu. Amb el suport dels Estats Units, l'Organització d'Estats Americans i altres països de la regió, el 1992 van veure la llum els treballs de la Convenció de Diputats Constituents, sorgida de les eleccions celebrades un any abans. Això va permetre la sanció i la entrada en vigor de la nova Constitució.
Aquest fet no va resultar particularment favorable al destí de la República, doncs el govern de Wasmosy va resultar ser un dels pitjors de la història paraguaiana. Durant el seu mandat van haver-hi dues greus crisis financeres, el 1995 i 1997 que van eliminar del mercat gairebé la totalitat de les empreses financeres locals, sobrevivint només les entitats financeres d'origen estranger. La crisi també va afectar durament a la classe mitjana paraguaiana i va activar una crisi econòmica de la qual el país encara no n'ha sortit.
Conjuntament als mals resultats econòmics també es van veure afectats les millores polítiques obtingudes després del cop del 1989. L'enfrontament de Wasmosy amb el seu principal promotor polític, el general Lino Oviedo, cap de les Forces Armades, a qui va acusar de voler encapçalar un cop en contra d'ell, li va restar el suport del Partit Colorado i va desencadenar una crisi político-judicial de la qual el país no en va sortir fins al 1999 amb la renúncia del president Raúl Cubas.
El 1996, Wasmosy va allunyar de l'exèrcit al General Oviedo sota l'acusació de voler encapçalar un cop d'Estat en contra seu, i el 1997 després que el coronel Oviedo guanyés les primàries del Partit Colorado, Wasmosy el va fer empresonar i jutjar per un tribunal Militar pel mateix motiu. L'abril del 1996 el poble paraguaià va rebutjar un intent del llavors cap de l'Exèrcit, el general Lino Oviedo, d'expulsar al president Wasmosy, enfortint la democràcia.
La condemna d'Oviedo el va inhabilitar per a les eleccions presidencials del 1998 i en el seu lloc es va presentar el candidat Raúl Cubas, el seu delfí polític. Es va designar com a vicepresident al Dr. Argan, rival polític d'Oviedo i aleshores aliat de Wasmosy.
Cubas va vencer a l'oposició liberal amb el 56% dels vots i el suport d'Oviedo, i tres dies després d'haver assumit el càrrec presidencial va indultar Oviedo, que va sortir de la presó. L'oposició va denunciar el fet i va obtenir l'anul·lació de l'indult per part de la Cort Suprema, que Cubas no va acatar.
Aquest fet va provocar una demanda d'enjudiciament polític del mateix Cubas davant del Congrés, que no va prosperar per falta de quòrum durant uns mesos. Al març del 1999 la tensa situació política es va complicar encara més, amb l'assassinat del vicepresident Luis María Arganya, rival durant molts anys d'Oviedo. El 23 de març del 1999, l'oposició va inculpar d'aquest fet al General Oviedo. La plaça del Congrés es va omplir de manifestants en contra del govern, mentre el Judici polític en contra de Cubas es reprenia portant a la Cambra dels Diputats a jutjar a Cubas l'endemà. L'assassinat del 26 de març de vuit estudiants manifestants que van ser morts a trets per uns desconeguts (suposadament franctiradors d'Oviedo o més aviat policies) va deixar clar que el Senat votaria per destituir Cubas el 29 de març. Cubas va renunciar el 28 de març i va marxar a l'exili al Brasil. El mateix dia Oviedo es va escapar a l'Argentina, on va obtenir asil polític i després al Brasil. Malgrat els temors que els militars no permetrien el canvi de govern, el president del senat Luis Ángel González Macchi, un opositor de Cubas, va jurar pacíficament com a president el mateix dia. González Macchi va oferir càrrecs en el seu govern a representants dels tres partits polítics en un intent per crear un govern de coalició.

### SegleXXI
Mentre va expulsar al Partit Liberal del govern al febrer del 2000, el govern de González Macchi va aconseguir un consens entre els partits en moltes matèries controvertides, incloent-hi la reforma econòmica. El liberal Julio Cèsar Franco va guanyar les eleccions a l'agost del 2000 per omplir la vacant vicepresidencial. El desembre del 2001, el Brasil va rebutjar la petició de Paraguai per extradir a Oviedo per ser jutjat per l'assassinat del març del 1999. L'agost del 2001 la cambra baixa del Congrés va considerar però no va aprovar una moció per jutjar González Macchi per presumpta corrupció i govern ineficaç.
El 2003 Nicanor Duarte Frutos va ser elegit president.
El 20 d'abril del 2008, en unes eleccions històriques el Partit Colorado va perdre la presidència després de més de seixanta anys en el poder. L'exbisbe Fernando Lugo va jurar com a President de la República el 15 d'agost del 2008. El 2013 va ser substituït per l'empresari colorado Horacio Cartes.
El 2015, dues enquestes afirmaren que Paraguai era el país més feliç del món, tot i que un dels més injustos.

## Política

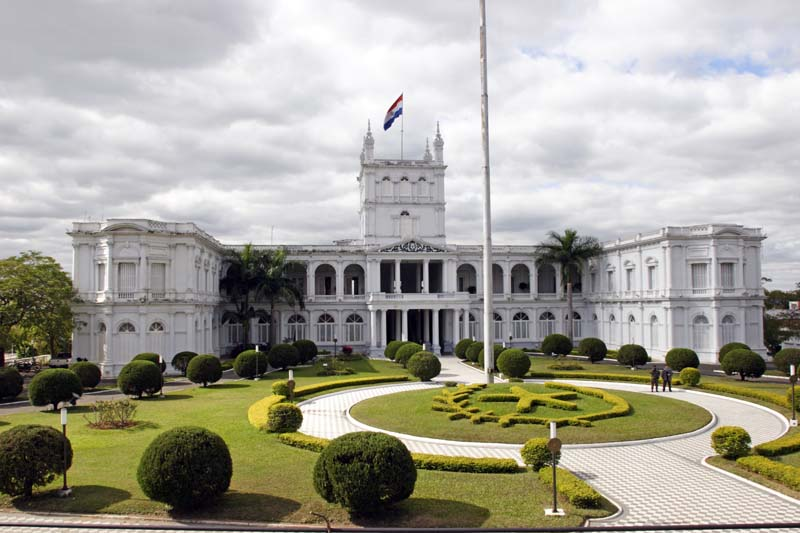
Palau dels López, seu del govern paraguaià.

El Paraguai és una república representativa, democràtica i presidencialista en la qual el president del Paraguai és el cap d'Estat i alhora cap de govern en un sistema multipartidista. El president exerceix el poder executiu; el poder legislatiu és ostentat pel Congrés Nacional, un cos bicameral. El poder judicial és independent de l'executiu i del cos legislatiu.

### Presidents
2003 - 2008: Óscar Nicanor Duarte Frutos, Partit Colorado. 
2008 - 2013: Fernando Armindo Lugo Mendez (n. 1951), coalició Alianza Patriotica por el Cambio, que agrupa sindicats d'esquerra amb representants camperols i indígenes.
2013 - 2018: Horacio Cartes. Del Partit Colorado, i propietari del conglomerat empresarial Grupo Cartes, ha estat immers en el contraban de tabac paraguaià a Brasil i és el president del Club Libertad futbol, d'Asunción.

## Subdivisió administrativa

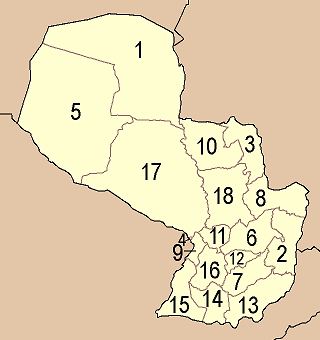
Departaments del Paraguai

El Paraguai està dividit en 17 departaments i la capital:
Departaments:
1. Alt Paraguai
2. Alto Paraná
3. Amambay
4. Capital Federal (Asunción)
5. Boquerón
6. Caaguazú
7. Caazapá
8. Canindeyú
9. Central
10. Concepción
11. Cordillera
12. Guairá
13. Itapúa
14. Misiones
15. Ñeembucú
16. Paraguarí
17. Presidente Hayes
18. San Pedro

## Economia

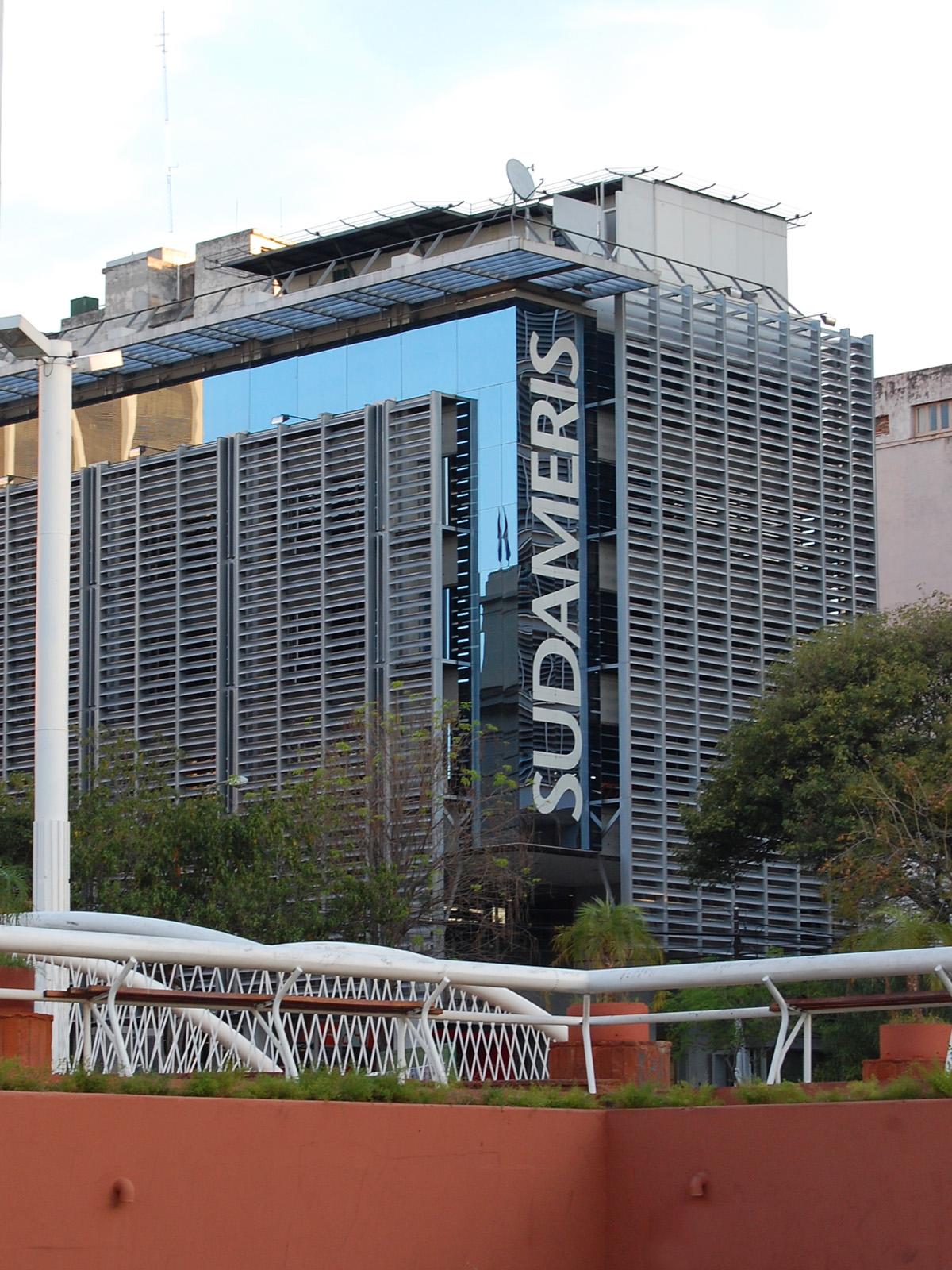
La Banca del Paraguai.

El Paraguai té una economia de mercat on el sector informal és predominant. Inclou les reexportacions de productes de consum importats als països veïns i les activitats de les milers de micro-empreses i dels venedors ambulants. Donada la importància del sector informal és difícil realitzar estimacions o mesuraments precisos de l'economia.
L'economia del Paraguai depèn força del Brasil, el seu veí a l'est. La major part de les importacions entren al país pel port de Paranaguá. Ciudad del Este és la tercera àrea sense impostos més gran del món després de Hong Kong i Miami. Al país es troba la pressa Itapiu, la qual és l'estructura de ciment més gran, la pressa més gran i la planta d'energia més gran del món.
El 60% del Producte Intern Brut prové del comerç amb Brasil. La resta prové del comerç amb Argentina i els altres membres del Mercosur, del qual és membre des del 1995.

## Demografia

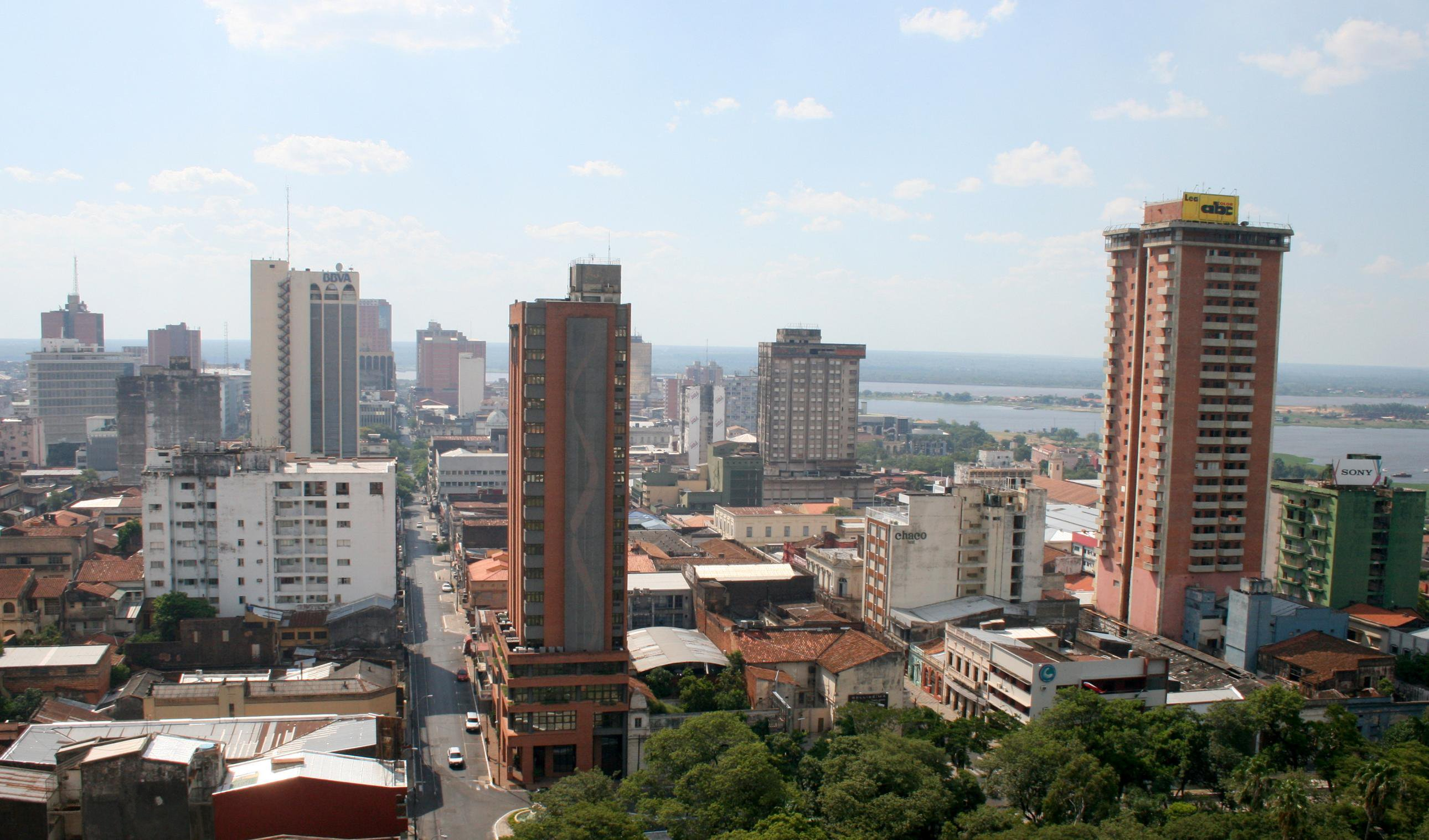
Asunción.

Ètnicament, culturalment i socialment, el Paraguai té una de les poblacions més homogènies de Llatinoamèrica. Prop del 95% de la població es mestissa (descendents principalment d'espanyols i guaranís). El 75% parla espanyol i el 90% entén el guaraní; aquestes són les dues llengües oficials del país. Hi ha també descendents d'alemanys, japonesos, coreans, xinesos, àrabs i brasilers (brasiguaios) que s'hi han establert i han conservat les seves llengües.
La població del Paraguai està distribuïda de manera desigual: el 56% dels paraguaians viuen en àrees urbanes. La majoria de la població viu a la regió est prop de la capital i la ciutat més gran del país, Asunción, que concentra el 10% de la població nacional. Per contra, al Chaco, que representa el 60% del territori del país, hi viu només el 2% de la població nacional.